# Храм Николая Чудотворца (Михайловка)
Храм Никола́я Чудотво́рца — православный храм Железногорской епархии в слободе Михайловке Железногорского района Курской области. Старейший храм на территории современного Железногорского района. Памятник градостроительства и архитектуры регионального значения.

## История
Построен в 1753 году. Освящён в честь Николая Чудотворца. Стараниями богатых михайловских купцов и помещика, графа Петра Борисовича Шереметева, при храме было открыто училище от Славяно-греко-латинской академии, в котором преподавали учителя из Москвы и Киева (до открытия в Москве университета).
В 1788 году в приходе храма было 165 дворов Михайловки. Причт церкви состоял из священника, дьякона, дьячка и пономаря.
Среди священнослужителей храма были: протоиерей Евдоким Федотов, священник Лимонов (1839 год), священник Илья Бакринев и псаломщик Тихон Зеленин (1890 год).
В 1903 году в приходе Николаевской церкви было 216 крестьянских и 16 некрестьянских дворов, прихожан было 1231 человек (597 мужского пола и 634 женского). Храму принадлежало 0,2 десятины усадебной и 33 десятины полевой земли. В приходе действовала земская женская школа.
В годы Гражданской войны в храме служил протоиерей Яков Бакринев, который в марте 1919 года был утоплен в Свапе за организацию массового выступления крестьян против продразверстки.
В 1934 году настоятеля Никольской церкви, священника Михаила Васильевича Пятницкого, арестовали по делу о якобы действовавшей подпольной организации — «группе освобождения церкви». После жестоких допросов под давлением следователя он признал себя виновным, 5 лет отбывал срок в мордовском Темлаге. Освободившись, вернулся в Курскую область, работал в гражданских учреждениях, а затем снова встал на путь духовного служения. Священствовал в храмах Льговского и Конышевского районов, преодолевая постоянные преследования. В 1956 году был возведен в сан протоиерея.
По тому же делу был арестован и приговорён к трем годам заключения (условно) игумен Никольского храма Серафим (в миру Яков Вакхович Дементьев). Серафим жил в слободе под постоянным надзором сотрудников внутренних дел, но вместе с верующими продолжал бороться за возобновление службы в Никольской церкви, отданной под зерносклад. В мае 1936 года постановлением ВЦИК храм все-таки был передан религиозному обществу, возглавляемому Серафимом. Но власти не собирались мириться с существованием последнего очага православия в Михайловском районе, поэтому настоятеля снова предали суду «за дискредитацию руководителей партии и Советского правительства» и 4 декабря 1937 года расстреляли.
Постановлением Курского облисполкома от 9 сентября 1940 года храм был закрыт. Во время оккупации, в 1941—1943 годах, немцы держали в церкви пленных советских солдат, после казни которых, здание использовалось как конюшня. В 1945 году верующие обратились с ходатайством об открытии храма. В 1946 году в нём возобновились богослужения. В то время настоятелем Николаевского храма был протоиерей Евгений Шпаковский.
В 1998 году здание церкви было признано памятником архитектуры регионального значения. В 2006 году храм отремонтировали.

## Метрические книги
В Государственном архиве Курской области хранятся метрические книги храма Николая Чудотворца за 1842, 1861, 1869, 1877, 1881, 1882, 1884 и 1895 годы и исповедная ведомость за 1847 год.

## Настоятели
- Алексей Васильев (1788)
- Илья Бакринев (1890)
- Яков Бакринев (?—1919)
- Михаил Васильевич Пятницкий (?—1934)
- Евгений Шпаковский (1946—?)
- Сергий Фролов (?—1989)
- Михаил Михайлович Дендак (1989—2005)
- Михаил Степанович Цюркало (2005 — настоящее время)